# Stella Castro
Pour les articles homonymes, voir Castro.
María Estela « Stella » Castro Zabala, née le 24 mars 1962 dans le village de Tausa près de Zipaquirá, est une coureuse de fond colombienne. Elle a remporté quatre titres de championne d'Amérique du Sud d'athlétisme, quatre titres de championne d'Amérique centrale et des Caraïbes d'athlétisme et le titre de championne ibéro-américaine du 10 000 mètres 1996.

## Biographie
N'aimant pas effectuer les tâches ménagères que lui impose sa mère durant son enfance, Stella préfère travailler aux champs avec son père dans leur ferme du village de Tausa. Lorsque ce dernier fait l'acquisition d'une seconde ferme dans le village voisin de Neusa, il effectue les trajets à pied tous les jours et Stella, alors âgée de huit, le suit également. Souvent battue par sa mère, Stella ne trouve pas de réconfort auprès de ses frères, aussi rigides que ses parents. Elle trouve son salut en épousant son petit ami, José Antonio, à 18 ans qui la fait sortir de son enfer familial. Elle donne naissance à leur premier enfant onze mois après leur mariage. Elle découvre l'athlétisme à l'âge de vingt ans lors lorsqu'un ami lui demande de participer à une course de relais à Zipaquirá. Courant le dernier relais, elle offre la victoire à son équipe. Trouvant l'exercice facile et plaisant, elle décide de s'investir dans ce sport,.
Stella se révèle au début des années 1990 lorsqu'elle remporte la première édition de la Carrera Atlética Río Cali en 1990 puis termine quatrième de la prestigieuse Corrida de la Saint-Sylvestre de São Paulo en 1991. En 1992, elle commence sa collaboration avec l'entraîneur cubian Sixto Hierrezuelo et remporte son premier titre national en devenant championne de Colombie du 3 000 mètres. Le 18 juillet, elle améliore de deux minutes son record personnel du 10 000 mètres lors des championnats ibéro-américains d'athlétisme à Séville et établit ainsi un nouveau record national. Mais en même temps que sa carrière sportive décolle, sa vie de couple bat de l'aile et elle divorce en 1993.
Elle connaît une excellente saison 1993 en décrochant ses premières médailles sur la scène internationale. Lors des championnats d'Amérique du Sud de cross-country, à Cali, elle termine sur la troisième marche du podium. Elle remporte ensuite la médaille d'argent en 34 min 20 s 6 sur 10 000 mètres aux Jeux bolivariens à Cochabamba. Elle remporte ses premiers titres continentaux en devenant championne d'Amérique centrale et des Caraïbes du 10 000 mètres ainsi que du semi-marathon pour lequel elle établit un nouveau record des championnats en 1 h 12 min 7 s. Elle remporte de plus les titres de championne de Colombie du 3 000 mètres et du 10 000 mètres et établit un nouveau record national du semi-marathon en 1 h 11 min 43 s lors du semi-marathon de Caracas.
Le 24 septembre 1994, elle prend part aux championnats du monde de semi-marathon à Oslo et se classe meilleure Colombienne à la 18e place en 1 h 12 min 23 s. Elle décroche la médaille de bronze sur 10 000 mètres en 34 min 4 s 07 lors des championnats ibéro-américains d'athlétisme à Mar del Plata. Lors des Jeux sud-américains à Valencia, elle se pare d'argent sur 3 000 et 10 000 mètres.
Le 3 juin 1995, elle prend part à l'édition inaugurales des championnats d'Amérique du Sud de semi-marathon à Neiva. Elle voit sa compatriote Iglandini González prendre les commandes de la course au cinquième kilomètre et s'envoler vers la victoire. Stella s'accroche mais doit se contenter de la médaille d'argent.
Stella remporte son premier titre de championne d'Amérique du Sud en 1996, en devenant la première Colombienne à remporter les championnats d'Amérique du Sud de cross-country. En mai à Medellín, elle décroche le titre de championne ibéro-américaine du 10 000 mètres au terme d'un duel acharné avec la Mexicaine Santa Velázquez, puis décroche l'argent sur 5 000 mètres derrière la Chilienne Érika Olivera.
Lors des championnats d'Amérique du Sud de cross-country 1997 à Comodoro Rivadavia, elle est la seule à s'imposer face à l'armada brésilienne et remporte son deuxième titre. Elle parvient à battre sa rivale Érika Olivera lors des championnats d'Amérique du Sud d'athlétisme à Mar del Plata. Elle s'impose avec brio sur le 5 000 mètres en 15 min 48 s 82, établissant un nouveau record national ainsi qu'un nouveau record des championnats. Sur le 10 000 mètres, elle s'impose avec plus de trente secondes d'avance sur Érika et établit également un nouveau record des championnats en 33 min 24 s 07,. Elle poursuit sa moisson de titres en devenant à nouveau championne d'Amérique centrale et des Caraïbes du semi-marathon et du 10 000 mètres à San Juan en battant à chaque fois Iglandini González.
Elle défend avec succès ses titres de championne d'Amérique du Sud du 5 000 et 10 000 mètres en 1999 à Bogota. Le 28 juillet, elle remporte la médaille d'argent sur 10 000 mètres aux Jeux panaméricains à Winnipeg. Elle établit un nouveau record national en 33 min 5 s 97 qui sera battu quinze ans plus tard par Carolina Tabares,. Stella est testée positive à la nandrolone lors d'un contrôle antidopage subséquent aux championnats d'Amérique du Sud 1999. D'abord suspendue pour deux ans, sa peine est réduite à dix-huit mois en raison de son parcours respectable jusque-là. Effondrée par cette sanction, Stella songe à se suicider mais trouve la force de passer cette épreuve grâce à ses enfants,,.
Le 19 août 2006, elle prend part à la première édition des championnats d'Amérique du Sud de course en montagne à Cali. Elle termine deuxième à plus d'une minute derrière Yolanda Fernandez. Cette dernière ne participant pas aux championnats, le titre est décerné à Stella,.
En fin de carrière, elle peine à vivre de son sport, les primes de victoires ne lui étant pas toujours payées. En 2008, Elle remporte notamment la victoire en catégorie senior de la Carrera de la Mujer mais elle ne reçoit pas les 500 000 pesos promis.
Après sa retraite sportive due à plusieurs blessures aux genoux, Stella devient entraîneuse d'athlétisme de l'institut municipal de la culture, des loisirs et des sports de Zipaquirá afin de transmettre son expérience.

## Palmarès

### Route/cross
| Année | Compétition                                                   | Lieu               | Place | Épreuve          | Temps           |
| ----- | ------------------------------------------------------------- | ------------------ | ----- | ---------------- | --------------- |
| 1990  | Carrera Atlética Río Cali                                     | Cali               | 1re   | Course populaire | 39 min 11 s     |
| 1991  | Corrida de la Saint-Sylvestre                                 | São Paulo          | 4e    | 15 kilomètres    | 55 min 4 s      |
| 1992  | Championnats d'Amérique du Sud de cross-country               | São Paulo          | 4e    | Cross-country    | 21 min 23 s     |
| 1993  | Semi-marathon de San Bias                                     | Coamo              | 1re   | Semi-marathon    | 1 h 18 min 52 s |
| 1993  | Championnats d'Amérique du Sud de cross-country               | Cali               | 3e    | Cross-country    | 21 min 3 s      |
| 1993  | Championnats d'Amérique centrale et des Caraïbes d'athlétisme | Cali               | 1re   | Semi-marathon    | 1 h 12 min 7 s  |
| 1993  | Marathon de New York                                          | New York           | 12e   | Marathon         | 2 h 42 min 31 s |
| 1994  | Championnats du monde de semi-marathon                        | Oslo               | 18e   | Semi-marathon    | 1 h 12 min 23 s |
| 1995  | Semi-marathon de Cobán                                        | Cobán              | 1re   | Semi-marathon    | 1 h 20 min 3 s  |
| 1995  | Championnats d'Amérique du Sud de semi-marathon               | Neiva              | 2e    | Semi-marathon    | 1 h 19 min 1 s  |
| 1996  | Championnats d'Amérique du Sud de cross-country               | Asuncion           | 1re   | Cross-country    | 21 min 43 s     |
| 1996  | Marathon de Boston                                            | Boston             | 17e   | Marathon         | 2 h 38 min 0 s  |
| 1996  | Semi-marathon de Cobán                                        | Cobán              | 1re   | Semi-marathon    | 1 h 15 min 0 s  |
| 1996  | Semi-marathon de Medellín                                     | Medellín           | 1re   | Semi-marathon    | 1 h 14 min 26 s |
| 1996  | Carrera Atlética Río Cali                                     | Cali               | 1re   | 10 kilomètres    | 35 min 52 s     |
| 1997  | Semi-marathon de San Bias                                     | Coamo              | 1re   | Semi-marathon    | 1 h 16 min 1 s  |
| 1997  | Championnats d'Amérique du Sud de cross-country               | Comodoro Rivadavia | 1re   | Cross-country    | 21 min 18 s     |
| 1997  | Semi-marathon de Cobán                                        | Cobán              | 1re   | Semi-marathon    | 1 h 14 min 13 s |
| 1997  | Championnats d'Amérique centrale et des Caraïbes d'athlétisme | San Juan           | 1re   | Semi-marathon    | 1 h 17 min 16 s |
| 1998  | Semi-marathon de Medellín                                     | Medellín           | 3e    | Semi-marathon    | 1 h 15 min 25 s |
| 2001  | Semi-marathon de Bogota                                       | Bogota             | 3e    | Semi-marathon    | 1 h 17 min 32 s |
| 2001  | Semi-marathon de Medellín                                     | Medellín           | 3e    | Semi-marathon    | 1 h 17 min 17 s |
| 2002  | Semi-marathon de Medellín                                     | Medellín           | 3e    | Semi-marathon    | 1 h 17 min 57 s |
| 2006  | Championnats d'Amérique du Sud de cross-country               | Mar del Plata      | 4e    | Cross-country    | 28 min 12 s     |
| 2007  | Championnats d'Amérique du Sud de cross-country               | Rio de Janeiro     | 6e    | Cross-country    | 30 min 2 s      |

### Piste
| Année | Compétition                                                   | Lieu                 | Place | Épreuve  | Temps          |
| ----- | ------------------------------------------------------------- | -------------------- | ----- | -------- | -------------- |
| 1992  | Championnats ibéro-américains d'athlétisme                    | Séville              | 6e    | 10 000 m | 34 min 23 s 72 |
| 1993  | Jeux bolivariens                                              | Cochabamba           | 2e    | 10 000 m | 36 min 39 s 20 |
| 1993  | Championnats d'Amérique centrale et des Caraïbes d'athlétisme | Cali                 | 1re   | 10 000 m | 34 min 20 s 6  |
| 1994  | Championnats ibéro-américains d'athlétisme                    | Mar del Plata        | 5e    | 3 000 m  | 9 min 36 s 12  |
| 1994  | Championnats ibéro-américains d'athlétisme                    | Mar del Plata        | 3e    | 10 000 m | 34 min 4 s 07  |
| 1994  | Jeux sud-américains                                           | Valencia             | 2e    | 3 000 m  | 9 min 31 s 06  |
| 1994  | Jeux sud-américains                                           | Valencia             | 2e    | 10 000 m | 34 min 40 s 9  |
| 1996  | Championnats ibéro-américains d'athlétisme                    | Medellín             | 1re   | 10 000 m | 34 min 28 s 74 |
| 1996  | Championnats ibéro-américains d'athlétisme                    | Medellín             | 2e    | 5 000 m  | 16 min 35 s 34 |
| 1997  | Championnats d'Amérique du Sud d'athlétisme                   | Mar del Plata        | 1re   | 10 000 m | 33 min 24 s 07 |
| 1997  | Championnats d'Amérique du Sud d'athlétisme                   | Mar del Plata        | 1re   | 5 000 m  | 15 min 48 s 82 |
| 1997  | Championnats d'Amérique centrale et des Caraïbes d'athlétisme | San Juan             | 1re   | 10 000 m | 34 min 34 s 67 |
| 1999  | Championnats d'Amérique du Sud d'athlétisme                   | Bogota               | 1re   | 10 000 m | 34 min 30 s 92 |
| 1999  | Championnats d'Amérique du Sud d'athlétisme                   | Bogota               | 1re   | 5 000 m  | 16 min 45 s 63 |
| 1999  | Jeux panaméricains                                            | Winnipeg             | 6e    | 5 000 m  | 16 min 21 s 92 |
| 1999  | Jeux panaméricains                                            | Winnipeg             | 2e    | 10 000 m | 33 min 5 s 97  |
| 2006  | Jeux d'Amérique centrale et des Caraïbes                      | Carthagène des Indes | 5e    | 5 000 m  | 17 min 1 s 64  |

### Course en montagne
| no  | féminin       | Course                                               | Longueur | Départ       | Temps       |
| --- | ------------- | ---------------------------------------------------- | -------- | ------------ | ----------- |
| 29e | Médaille d'or | Championnats d'Amérique du Sud de course en montagne | 9 km     | 19 août 2006 | 40 min 21 s |

## Records
| Épreuve       | Performance     | Date              | Lieu          |
| ------------- | --------------- | ----------------- | ------------- |
| 3 000 mètres  | 9 min 22 s 28   | 13 avril 1997     | Santiago      |
| 5 000 mètres  | 15 min 48 s 82  | 4 avril 1997      | Mar del Plata |
| 10 000 mètres | 33 min 5 s 97   | 28 juillet 1999   | Winnipeg      |
| 10 kilomètres | 33 min 1 s      | 17 août 1997      | Bogota        |
| 15 kilomètres | 55 min 4 s      | 31 décembre 1991  | São Paulo     |
| 10 miles      | 33 min 1 s      | 8 avril 1995      | New York      |
| Semi-marathon | 1 h 12 min 23 s | 24 septembre 1994 | Oslo          |